# NGC 5996
NGC 5996 est une galaxie spirale barrée située dans la constellation du Serpent. Sa vitesse par rapport au fond diffus cosmologique est de (3410 ± 8 km/s), ce qui correspond à une distance de Hubble de 50,3 ± 3,5 Mpc (∼164 millions d'al). NGC 5996 a été découverte par l'astronome germano-britannique William Herschel en 1784.
NGC 5996 présente une large raie HI ainsi que des régions d'hydrogène ionisé. C'est aussi une galaxie à sursaut de formation d'étoiles.
La vitesse de récession de NGC 5996 et de NGC 5994 sont presque les mêmes. Elles sont donc à peu près la même distance de la Voie lactée. Cette paire de galaxies figure dans l'atlas des galaxies particulières de Halton Arp sous la cote Arp 72. Arp mentionne une extension de matière de faible intensité d'un bras (NGC 5996) vers la galaxie compagne (NGC 5994). Cette paire de galaxie fait aussi partie du catalogue des galaxies en interaction Vorontsov-Velyaminov.
À ce jour, quatre mesures non basées sur le décalage vers le rouge (redshift) donnent une distance de 38,850 ± 4,560 Mpc (∼127 millions d'al), ce qui est à l'extérieur des valeurs de la distance de Hubble. Notons cependant que c'est avec la valeur moyenne des mesures indépendantes, lorsqu'elles existent, que la base de données NASA/IPAC calcule le diamètre d'une galaxie et qu'en conséquence le diamètre de NGC 5996 pourrait être d'environ 25,4 kpc (∼82 800 al) si on utilisait la distance de Hubble pour le calculer.

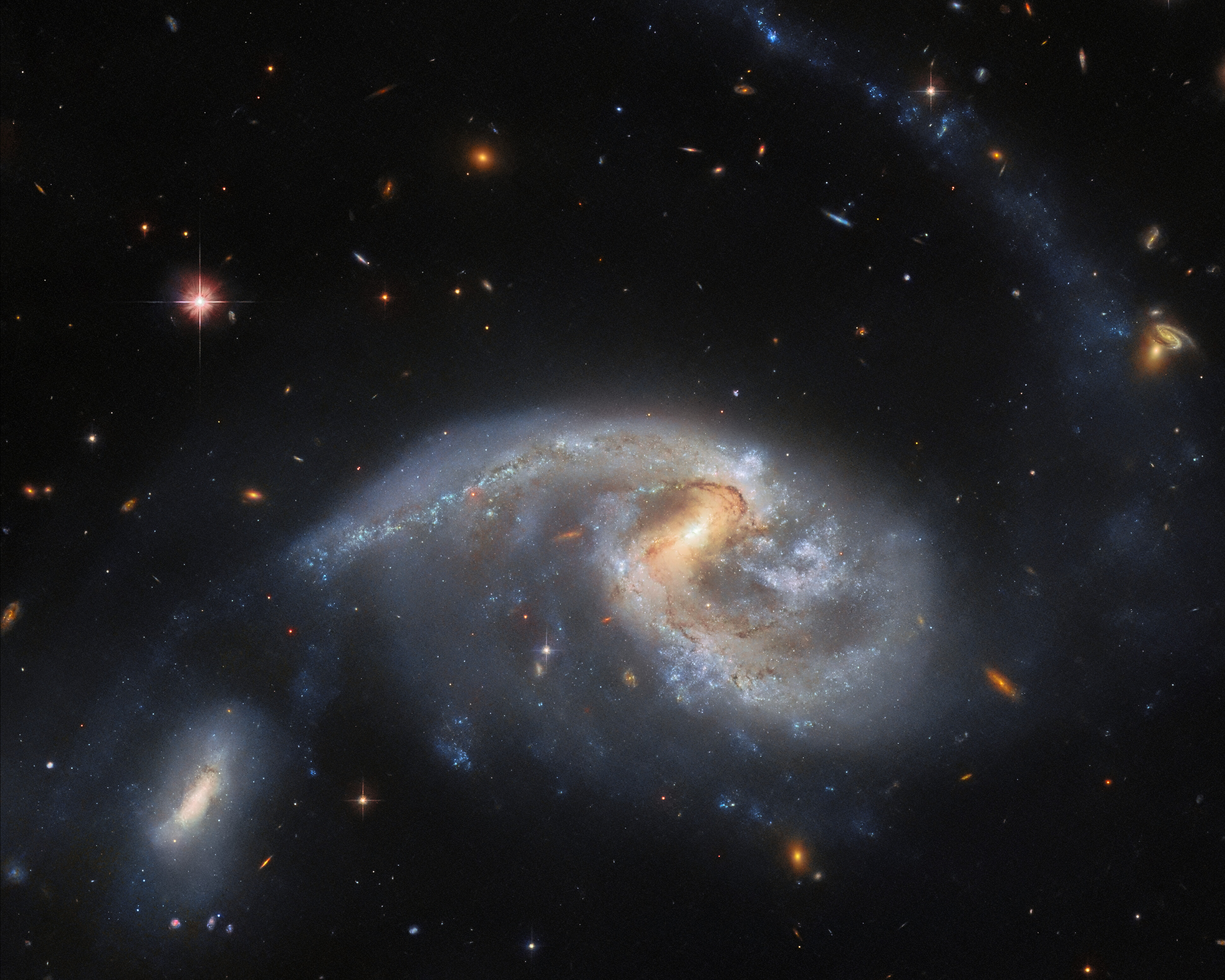
NGC 5994 et NGC 5996 par le télescope spatial Hubble.